# Ahmad Fu’ad Fu’ad Husajn Baghduda
Ahmad Fu’ad Fu’ad Husajn Baghduda (arab. أحمد فؤاد فؤاد حسين بغدوده; ur. 26 września 2001) – egipski zapaśnik walczący w stylu klasycznym. Wicemistrz Afryki w 2019, 2022 i 2023. Mistrz Afryki juniorów w 2019 i 2020. Drugi na mistrzostwach Afryki kadetów w 2018. Mistrz arabski w 2019 i 2021 roku.